# Colmey
Colmey ist eine französische Gemeinde mit 244 Einwohnern (Stand: 1. Januar 2022) im Département Meurthe-et-Moselle in der Region Grand Est (bis 2015 Lothringen). Sie gehört zum Arrondissement Val-de-Briey und ist Mitglied im Gemeindeverband Communauté de communes Terre Lorraine du Longuyonnais. 

## Geografie
Colmey liegt etwa 80 Kilometer nordwestlich von Metz am Chiers. Nachbargemeinden von Colmey sind Villette im Norden, Longuyon im Nordosten und Osten, Grand-Failly im Süden, Petit-Failly im Südwesten, Saint-Jean-lès-Longuyon im Westen sowie Charency-Vezin im Nordwesten.

## Bevölkerungsentwicklung
| Jahr                       | 1962 | 1968 | 1975 | 1982 | 1990 | 1999 | 2006 | 2019 |
| Einwohner                  | 350  | 341  | 315  | 321  | 273  | 245  | 275  | 244  |
| Quellen: Cassini und INSEE |      |      |      |      |      |      |      |      |

## Sehenswürdigkeiten
- Pfarrkirche L’Assomption-de-la-Vierge, 1878 wieder errichtet
- Kirche Saint-Hubert in Flabeuville aus dem 16. Jahrhundert
- Beinhaus in Flabeuville, frühere Kapelle Saint-Hubert, aus dem 15./16. Jahrhundert, seit 1990 als Monument historique klassifiziert
- Kapelle Saint-Joseph, 1818 neu errichtet
- Burg, genannt „Schloss Martigny“ aus dem 15. Jahrhundert, Fassaden und Dächer des Schlosses und der Nebengebäude sowie Wehrgraben seit 1972 als Monument historique eingeschrieben

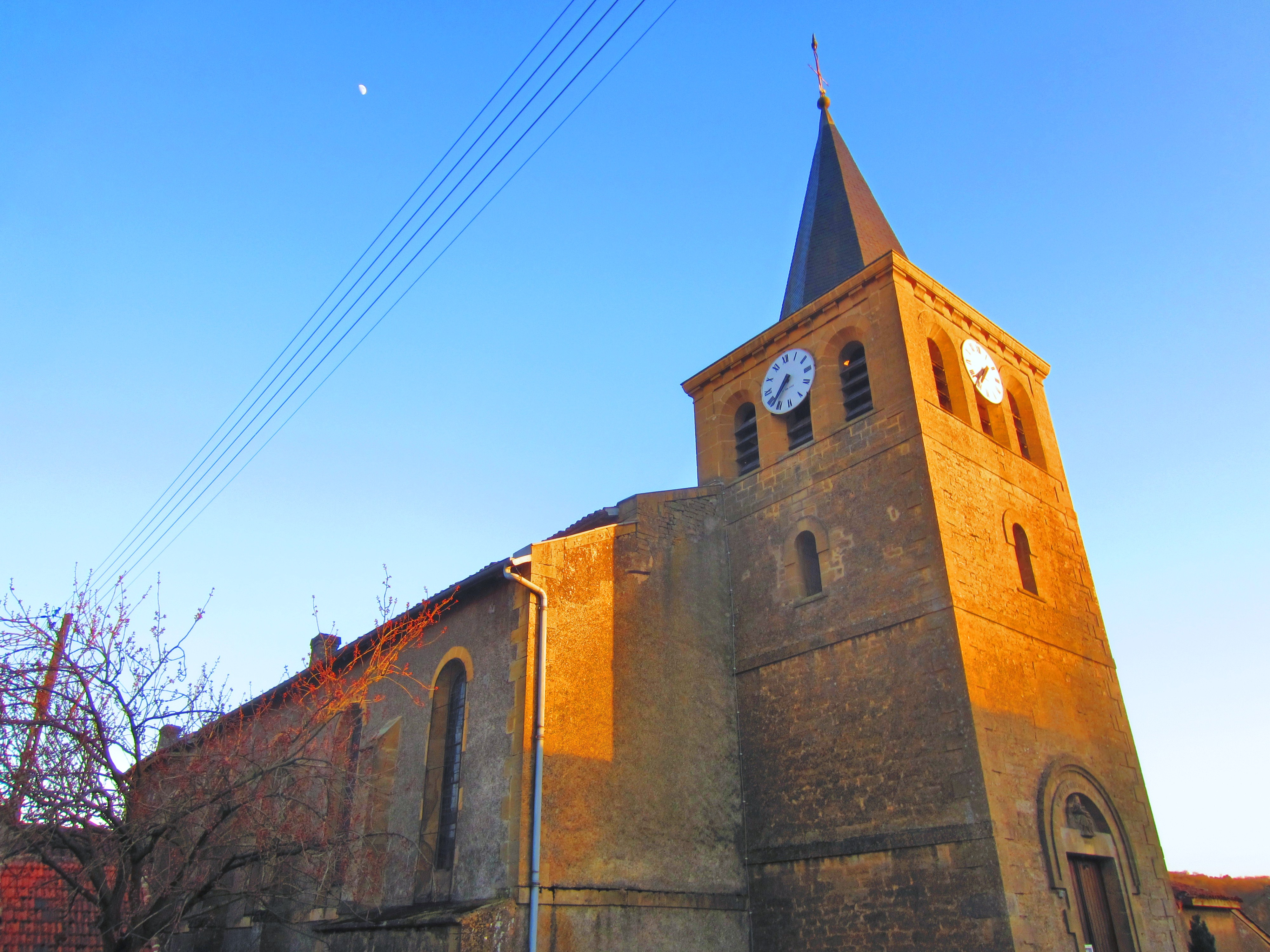
Pfarrkirche L’Assomption-de-la-Vierge
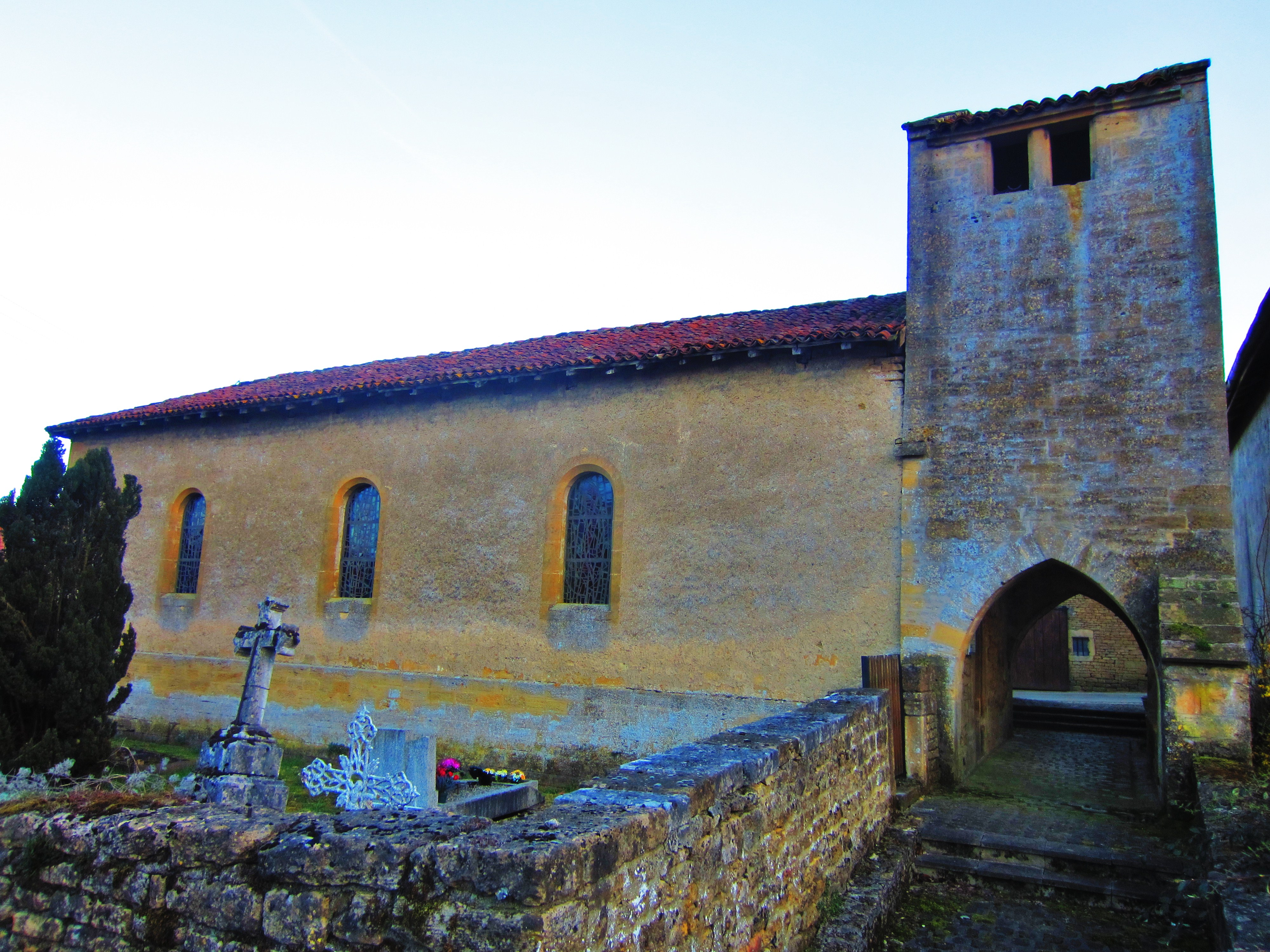
Kirche Saint-Hubert
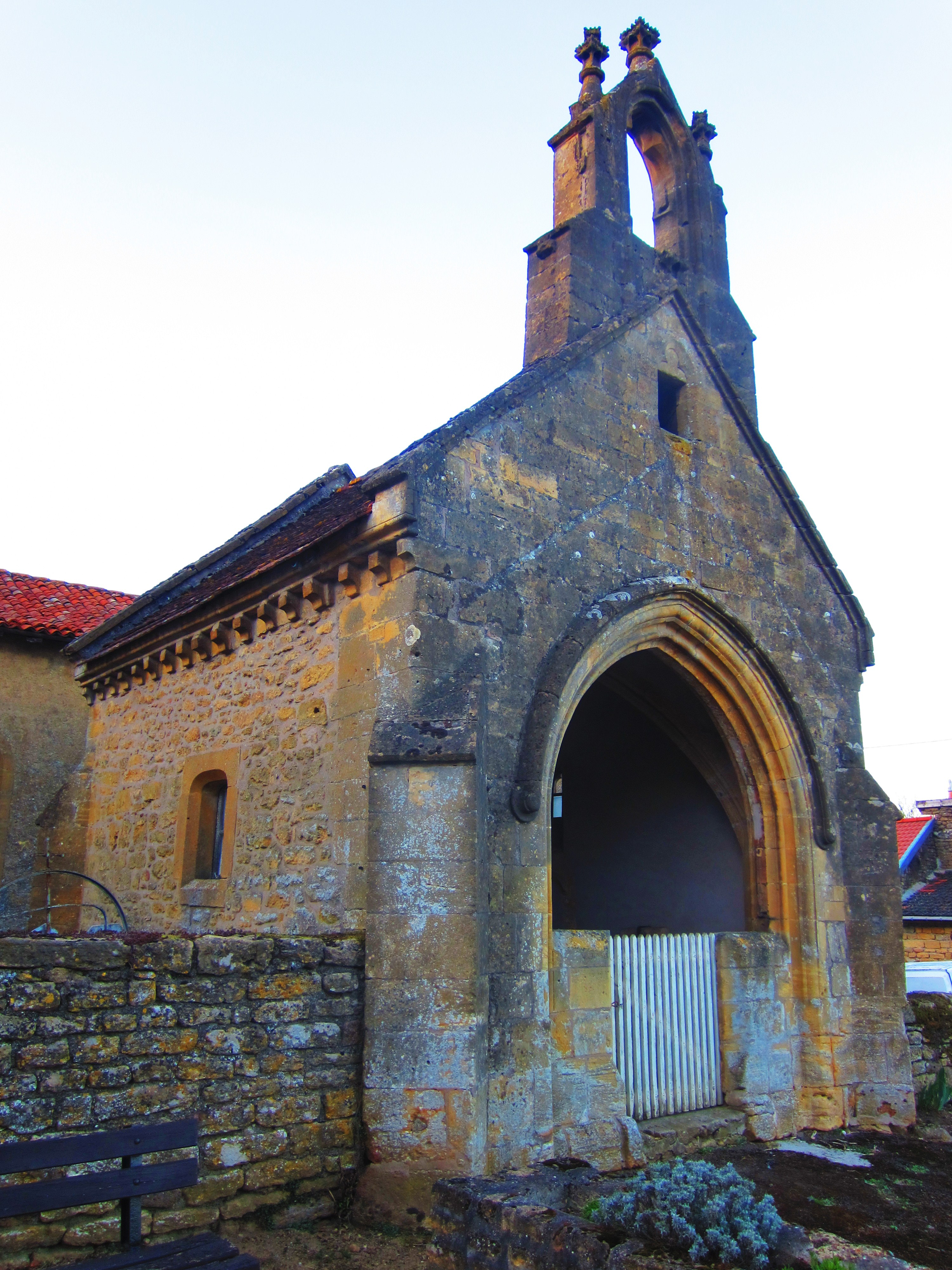
Beinhaus, Kapelle Saint-Hubert
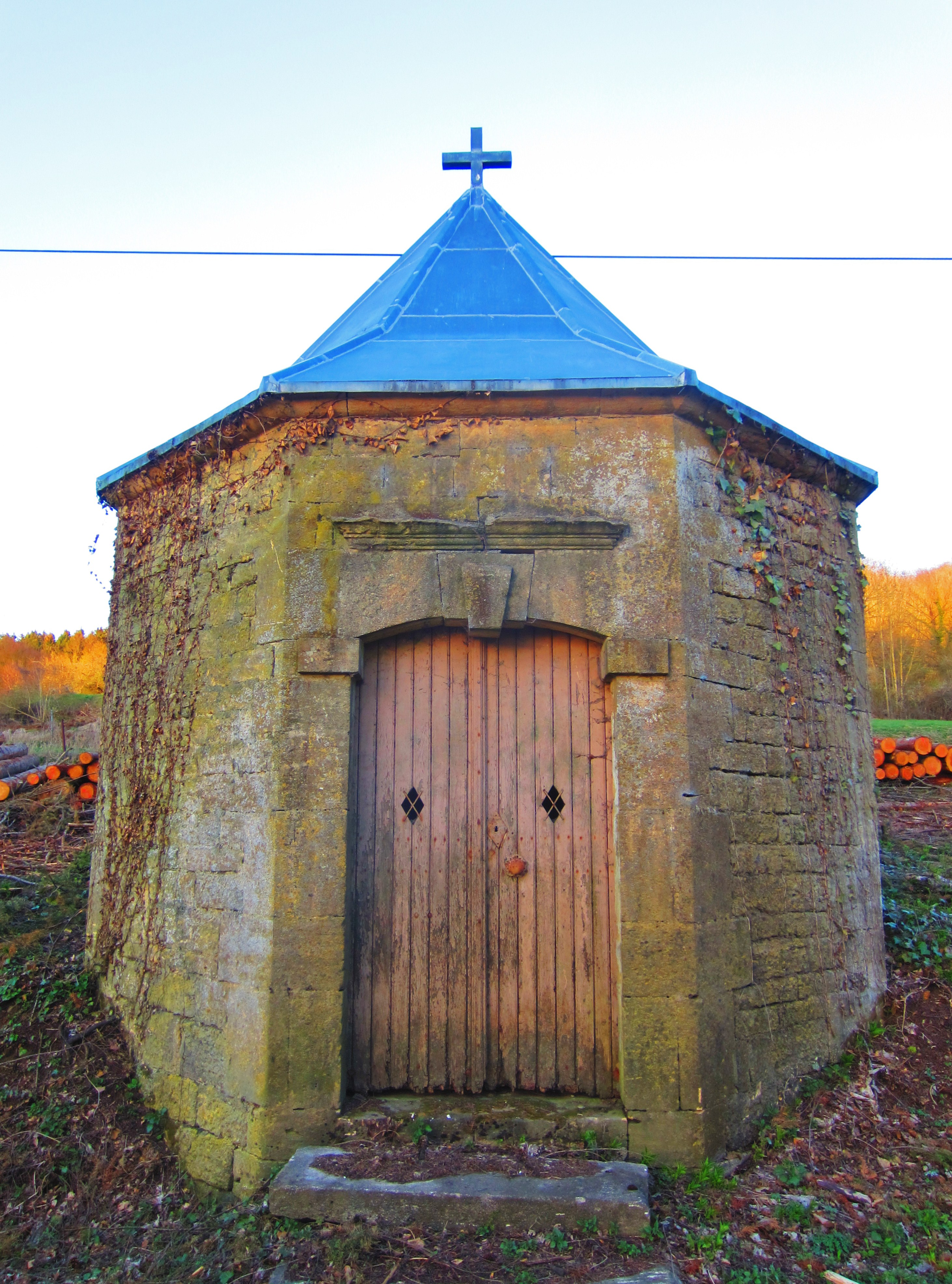
Kapelle Saint-Joseph
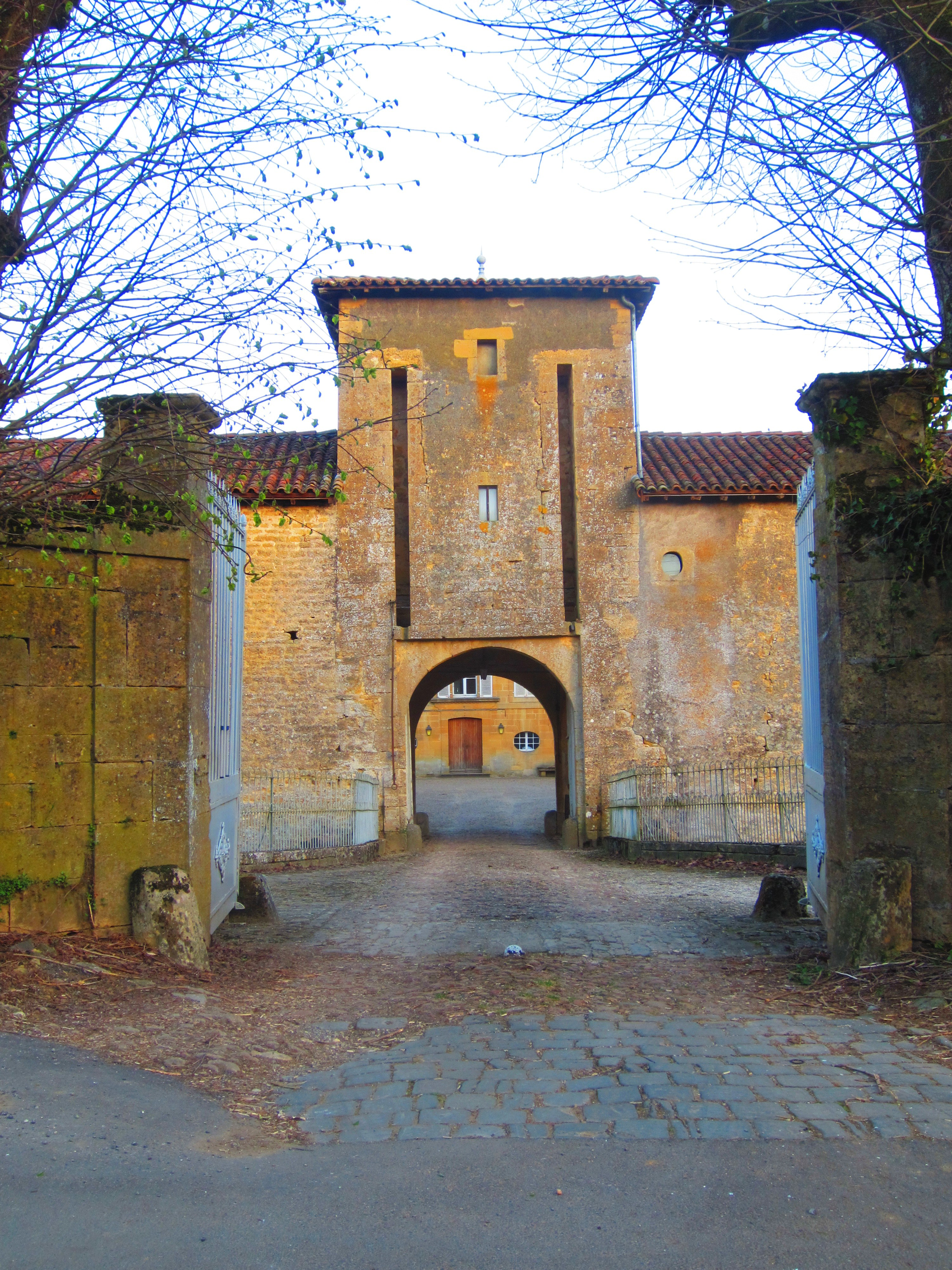
Eingang zum Schloss Martigny